# 中村實宏
中村 實宏（なかむら みつひろ）は、日本の外交官。ヴァチカン国駐箚特命全権大使等を経て、退官後、外務省参与。

## 人物・経歴
1965年外務公務員採用上級試験合格。1966年一橋大学商学部卒業。外務省国際連合局専門機関課首席事務官を経て、1983年外務省国際連合局専門機関課長。1984年外務省国際連合局社会協力課長。同年在イラン日本国大使館参事官。1986年在ジュネーヴ国際機関日本政府代表部参事官。1988年在アルジェリア日本国大使館参事官。
1992年東京都生活文化局外務長。1995年ドミニカ共和国兼ハイティ国駐箚特命全権大使。1998年象牙海岸共和国駐箚兼トーゴー国ニジェール国ブルキナ・ファソ国ベナン国駐箚特命全権大使。2001年ヴァチカン国駐箚特命全権大使。退官後、外務省参与を務め、2014年に瑞宝中綬章を受章した。